# 新比萨格拉门

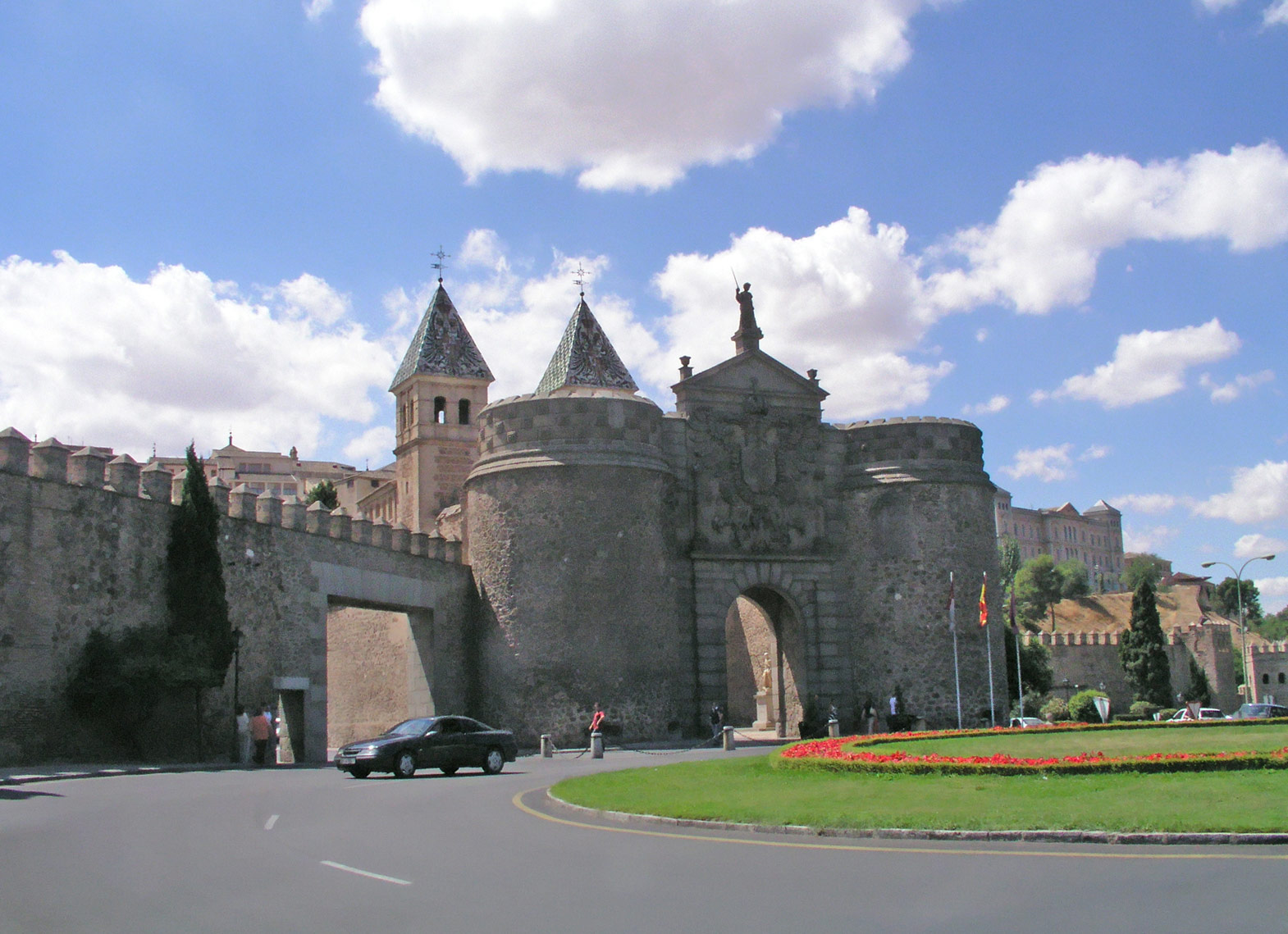
新比萨格拉门外侧

新比萨格拉门（Puerta de Bisagra Nueva）是托莱多最知名的一个中世纪城门。
此门最初为摩尔人建造，但是主要部分是由阿隆索·科瓦鲁比阿斯（Alonso de Covarrubias）兴建于1559年。 城门上刻有查理五世的纹章。它取代老比萨格拉门（Puerta Bisagra Antigua），成为该市的主要入口。

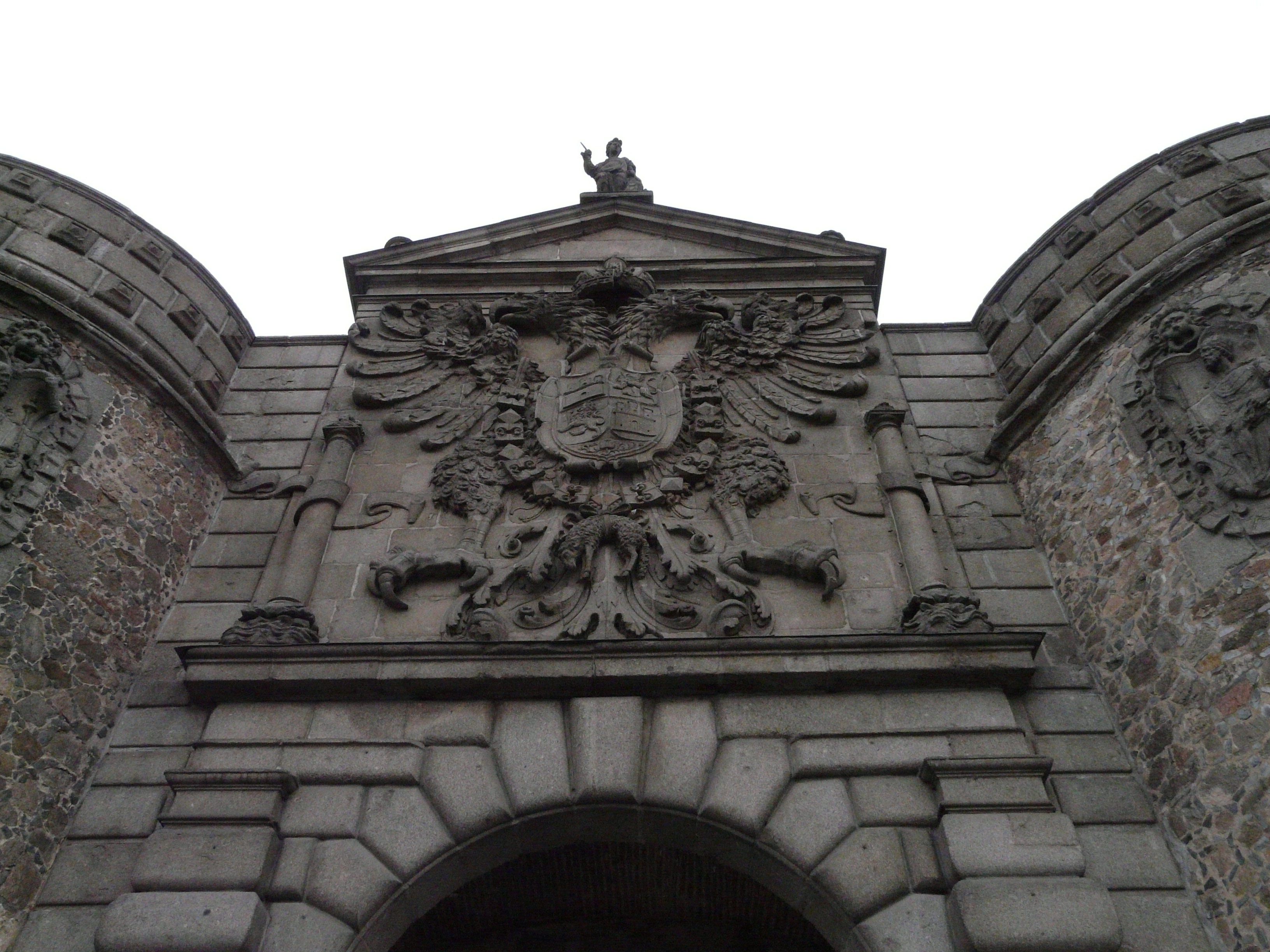
查理五世的纹章
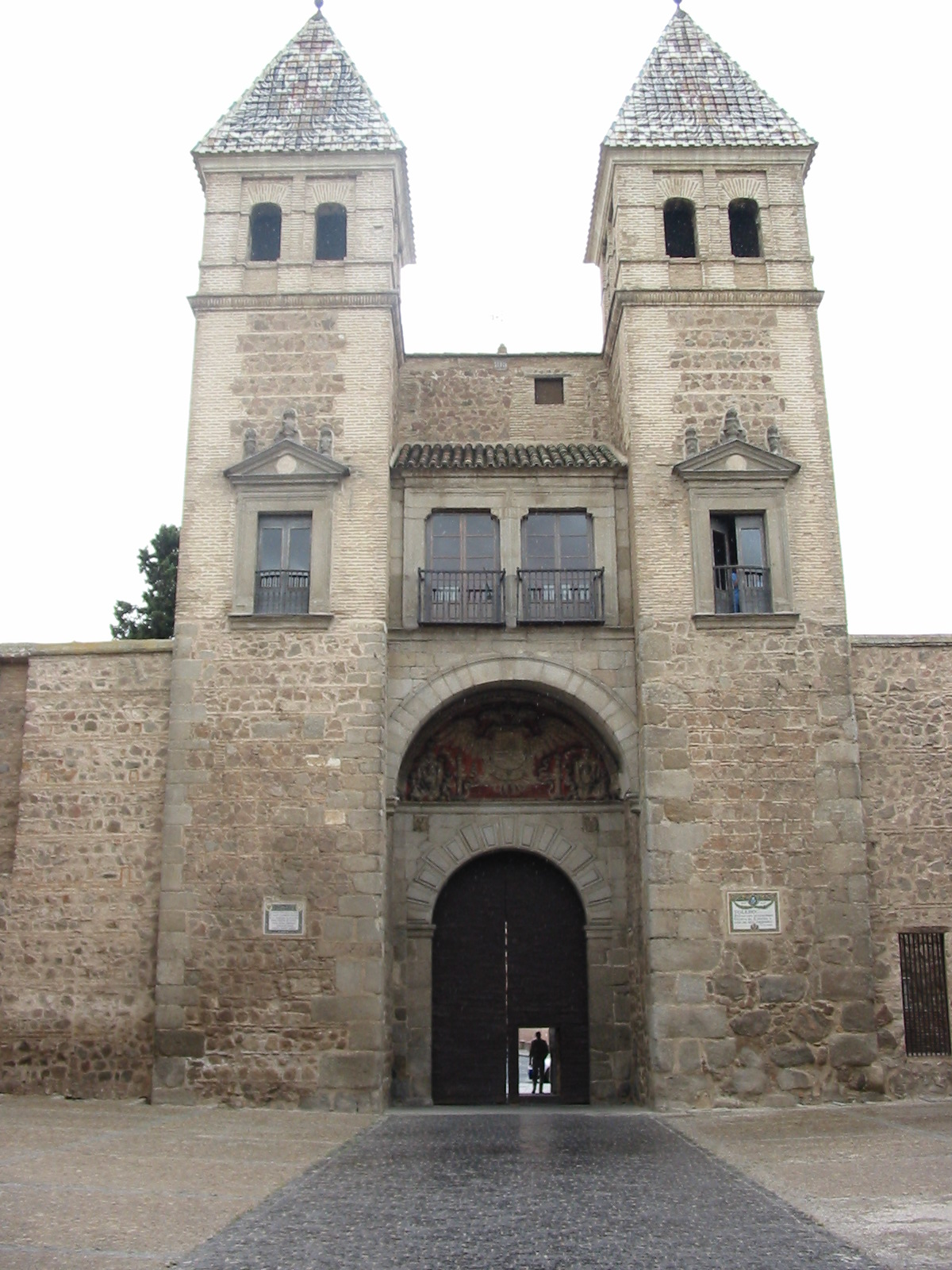
城门内侧
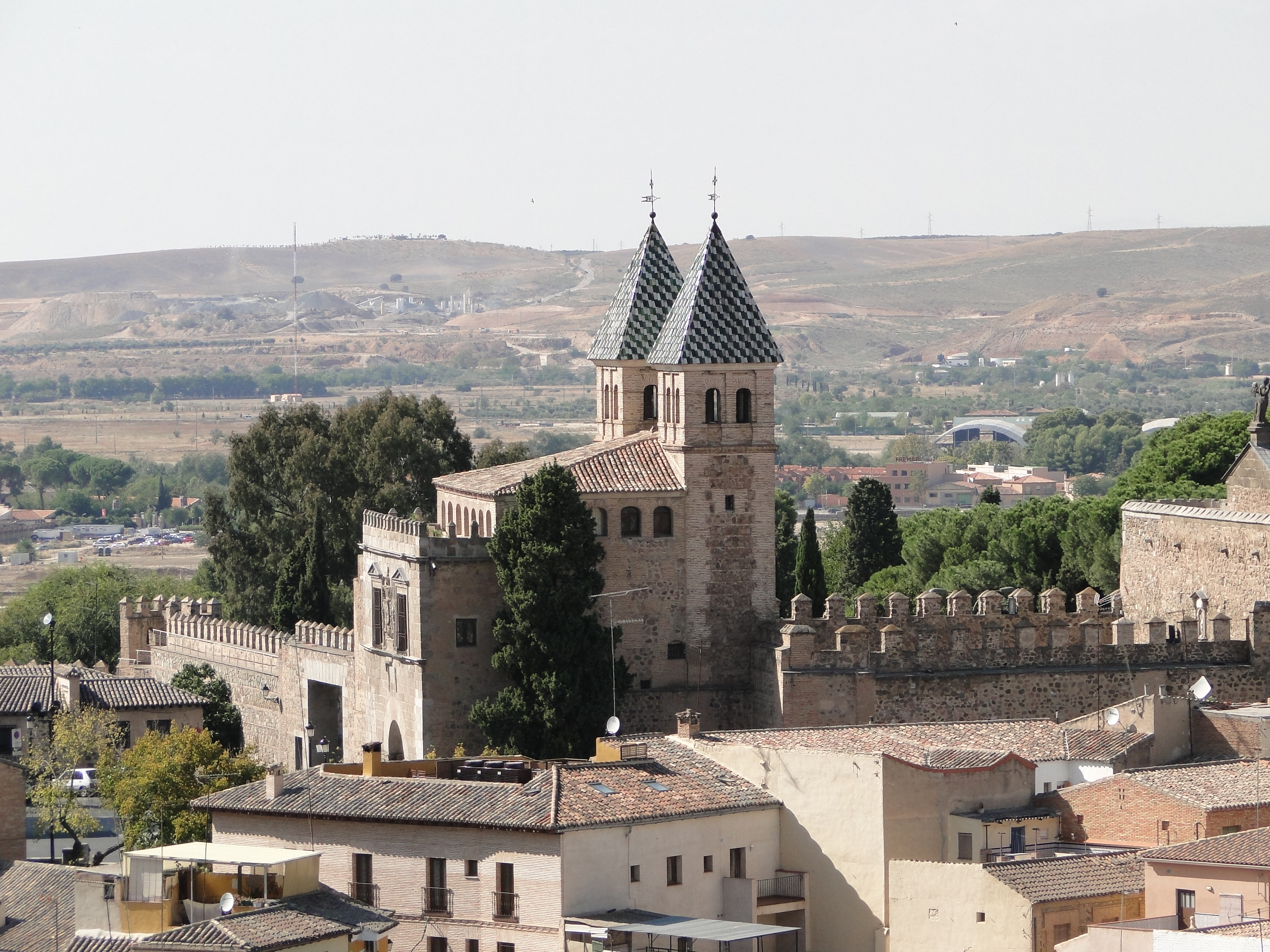